# Brangović
Brangović (Servisch cyrillisch Бранговић) is een plaats in de Servische gemeente Valjevo. De plaats telt 172 inwoners (2002).

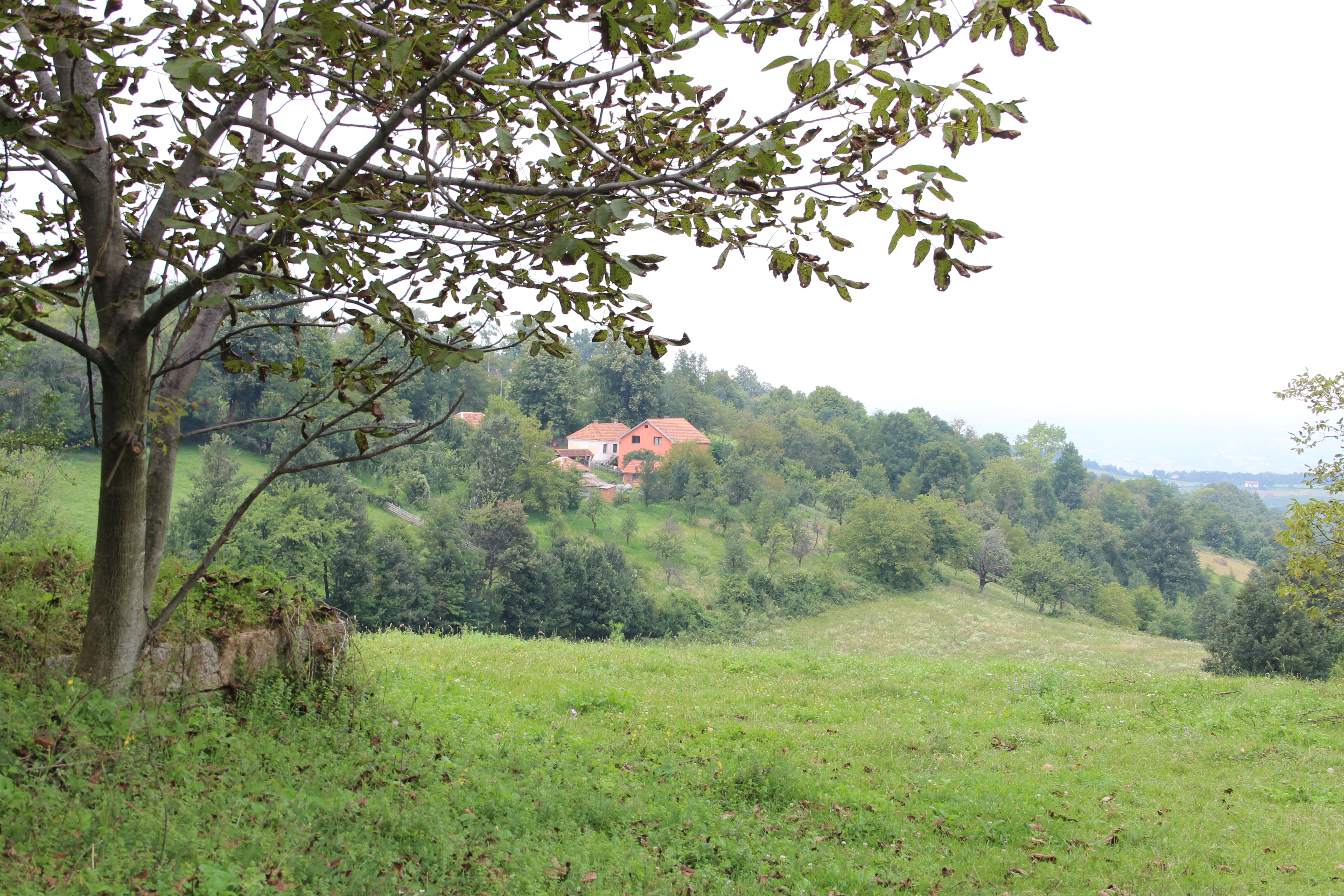
Brangovic - panorama
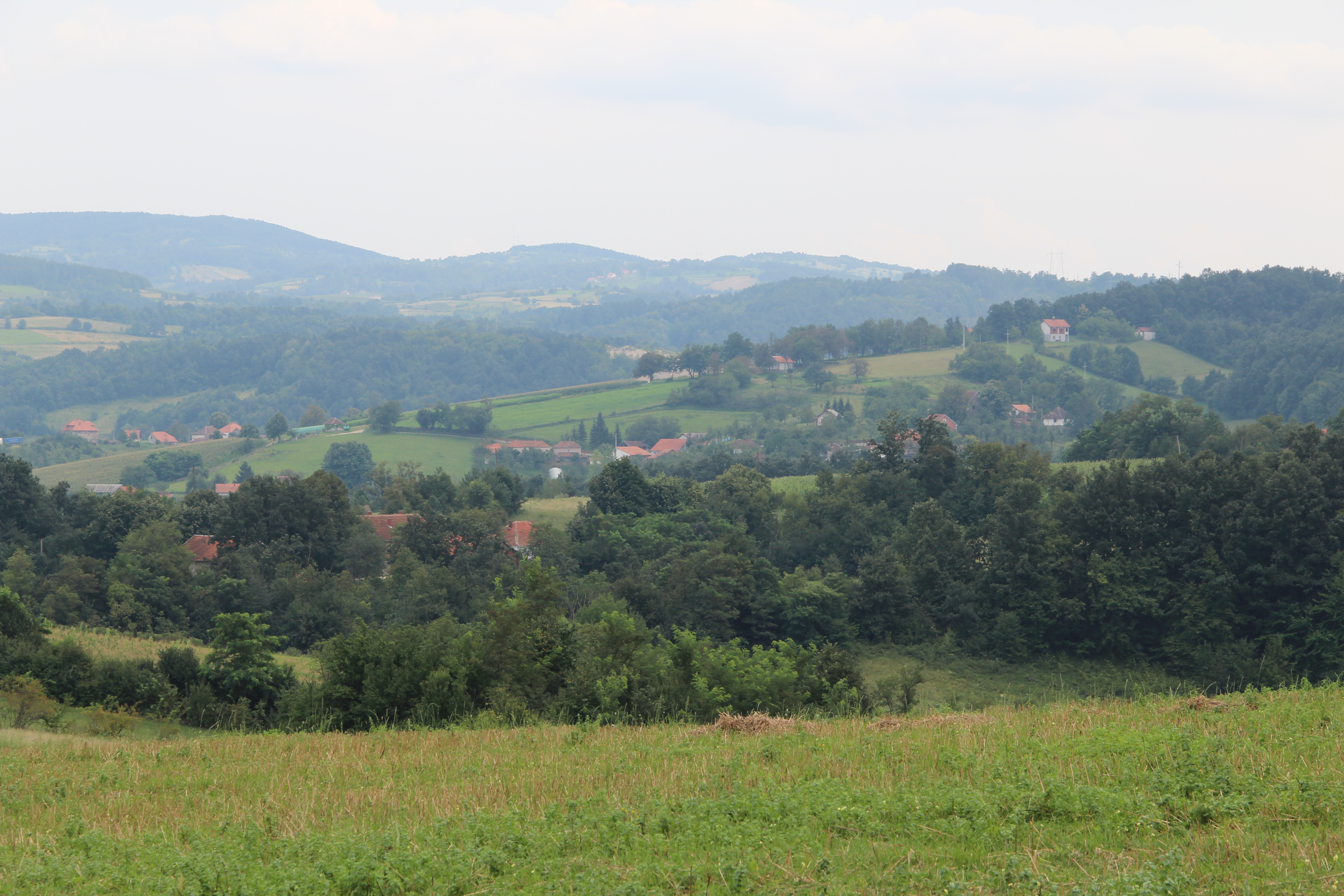
Brangovic - panorama
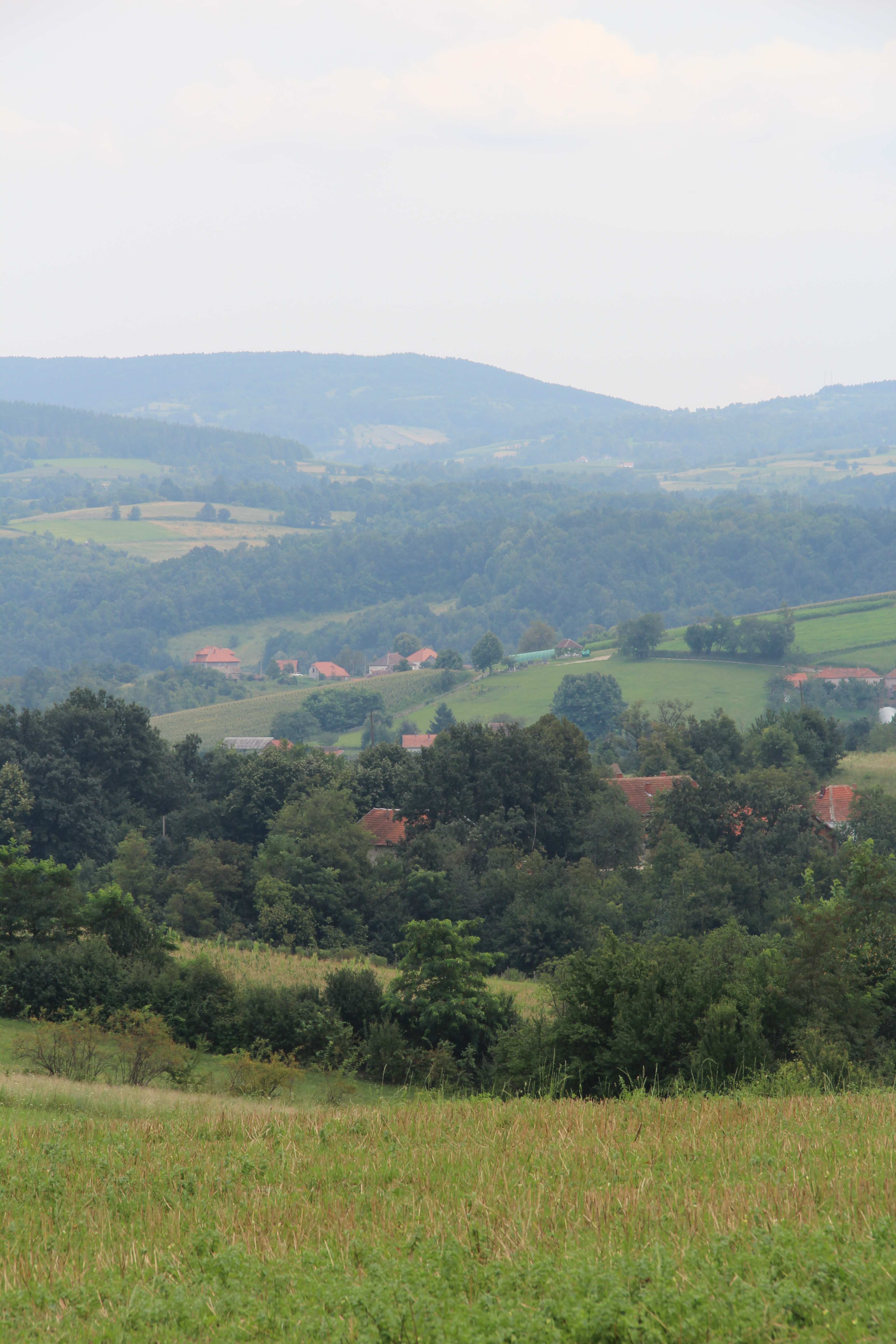
Brangovic - panorama
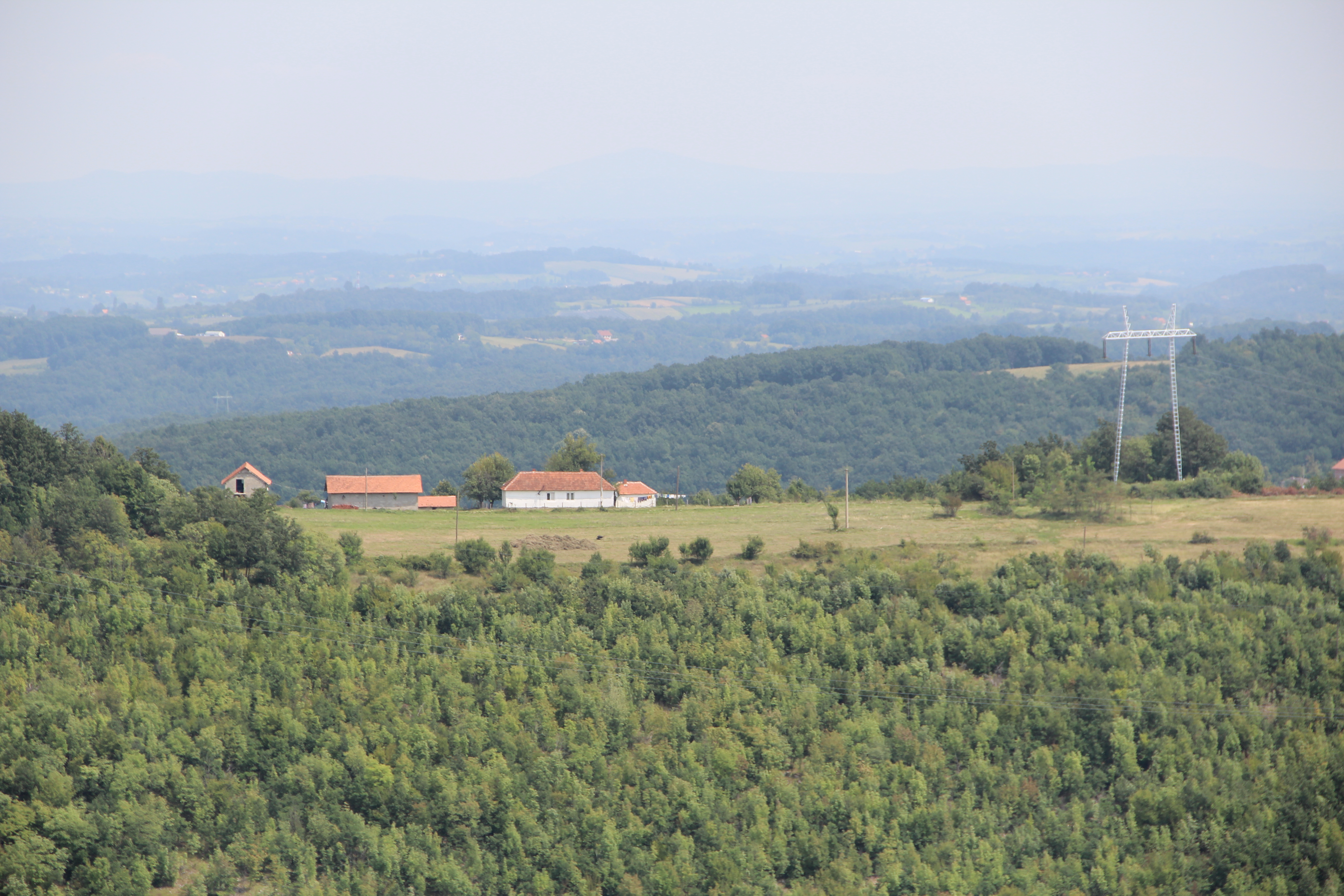
Brangovic - panorama
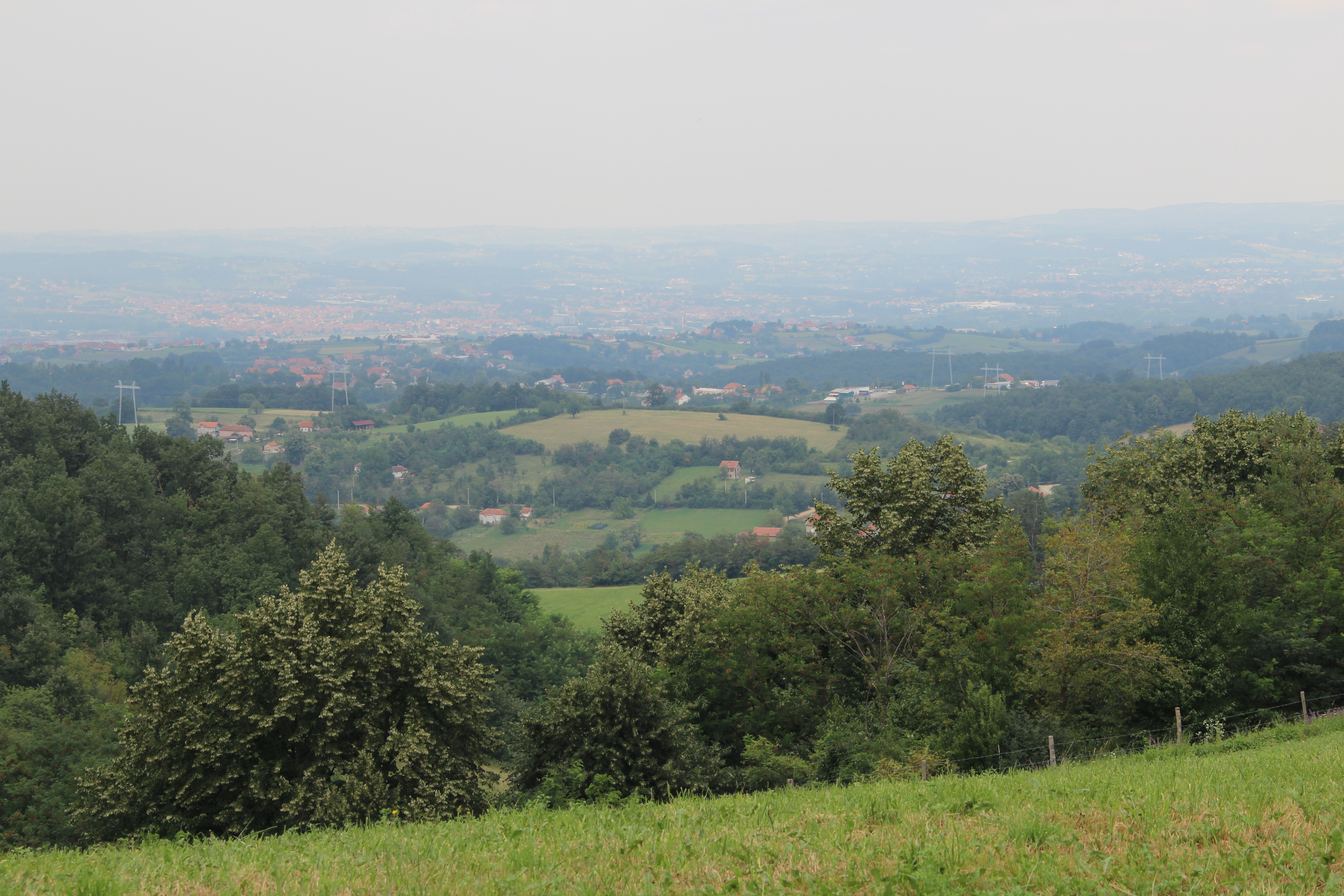
Brangovic - panorama
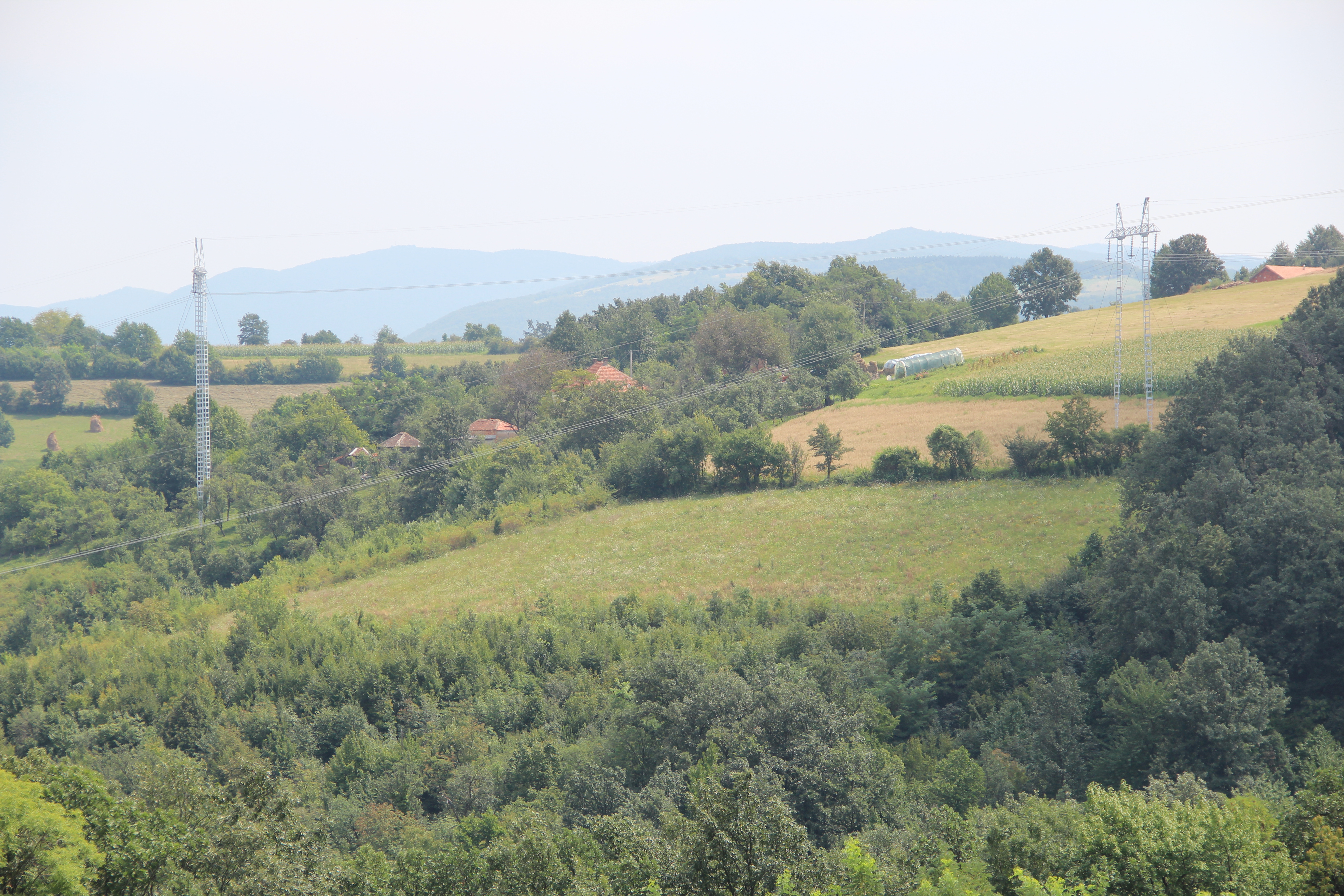
Brangovic - panorama